# Ворона мексиканська
Ворона мексиканська (Corvus imparatus) — вид горобцеподібних птахів роду крук (Corvus) родини воронових (Corvidae).

## Опис
Малий птах 34–38 сантиметрів в довжину, з малим дзьобом. Оперення дуже блискуче, синювато-чорне. Дзьоб стрункий і чорний, як ноги і ноги. Дуже соціальний, часто утворює великі зграї.

## Стиль життя
Їжею служать головним чином комахи, крім того яйця і пташенята взяті на деревах, а також багато фруктів і ягід. Гнізда будуються на деревах або великих кущах.

## Середовище проживання
Країни проживання: Мексика (узбережжя Мексиканської затоки, у тому числі штат Тамауліпас); США (південь Техасу). Населяє низинні сільгоспугіддя та відкриті рідколісся.